# 中原大化
河南省煤业化工集团中原大化公司（前稱為河南省中原大化集团有限责任公司），河南煤業化工集團旗下公司，是在1990年從河南省中原化肥廠成立，主要業務生產合成氨、尿素、尿基复合肥 、三聚氰胺、双氧水、工业循环水处理剂、编织袋及塑料制品等產品，旗下十三个分厂、六家子公司，三家中外合資包括河南豫华精细化工有限公司、河南豫华化工有限公司，以及河南宇星三聚氰胺有限公司。
2007年，被永城煤電集团收購本公司股權，然後更名至今。

## 連結
- 河南省煤业化工集团中原大化公司
- 河南煤业化工集团：在兼并重组中提升竞争力 中国矿产资源整合律师网（页面存档备份，存于）